# Rakshastal
Rakshastal (oder Rakshas Tal; tibetisch: La'nga Co, ལག་ངར་མཚོ, Umschrift nach Wylie: lag ngar mtsho; chinesisch 拉昂错, Pinyin Lā'áng Cuò) ist ein See in Autonomes Gebiet Tibet, China westlich des Sees Manasarovar und südlich des Berges Kailash. Der Fluss Satluj entspringt an der Nordwestecke des Rakshastal.

## Geografie
Ursprünglich war der Rakshastal mit dem Manasarovar zu einem See verbunden und wurde durch geologische Bewegungen von ihm getrennt. Zwischen den beiden Seen existiert heute noch eine natürliche Verbindung, Ganga Chhu genannt, in der nur zur Schneeschmelze Wasser vom Manasarovar zum etwa 15 m tiefer gelegenen Rakshastal fließt. Dann gilt der Manasarovar als Ursprung des Satluj. Der See bedeckt eine Fläche von 258 km² und liegt auf 4572 m Höhe. Die Seefläche ist in den 10 Jahren bis 2009 um 3 km² geschrumpft. Mit verursachend ist die zunehmende Trockenheit in der Region, die 2003 nur noch etwas über 100 Millimeter Niederschlag erhielt.
In seinem salzigen Wasser, das in Gegensatz zum Süßwasser des Manasarovar steht, leben keine Wasserpflanzen oder Fische und es wird von Bewohnern der Gegend als giftig angesehen. Trotz des Fehlens von Grasbewuchs in der Nähe des Sees bieten seine weißen Kiesstrände, die umliegenden Hügel und die dunkelrot gefärbten Inseln einen eindrücklichen Kontrast zum tiefblauen Seewasser.

## Religiöse Bedeutung
Trotz seiner Nähe zum Manasarovar auf der westlichen Seite der Straße nach Burang teilt der Rakshastal nicht die Sagen der Anbetung, die sich um seinen östlichen Nachbarn ranken. Der See ist im Buddhismus ein Gegensatz zum göttergeschaffenen See Manasarovar. Manasarovar, von runder Form wie die Sonne, und der halbmondförmige Rakshastal werden als Gegensatzpaar von Licht und Dunkelheit angesehen.
Nach hinduistischer Mythologie wurde der See vom zehnköpfigen Dämonenkönig Ravana geschaffen, um durch einen Akt der Hingabe und Meditation übernatürliche Kräfte vom göttlichen Shiva zu erlangen, der auf dem Berg Kailash thronte. An den Ufern einer besonderen Insel im See brachte er täglich einen seiner zehn Köpfe als Opfer dar, um Shiva zu erfreuen. Am zehnten Tag schließlich war Shiva durch Ravanas Hingabe so gerührt, dass er ihm übernatürliche Kräfte zugestand. Deswegen wird er auch „Dämonensee“ genannt.